# Omar Khairat
 (juin 2016).
Si vous disposez d'ouvrages ou d'articles de référence ou si vous connaissez des sites web de qualité traitant du thème abordé ici, merci de compléter l'article en donnant les références utiles à sa vérifiabilité et en les liant à la section « Notes et références ».

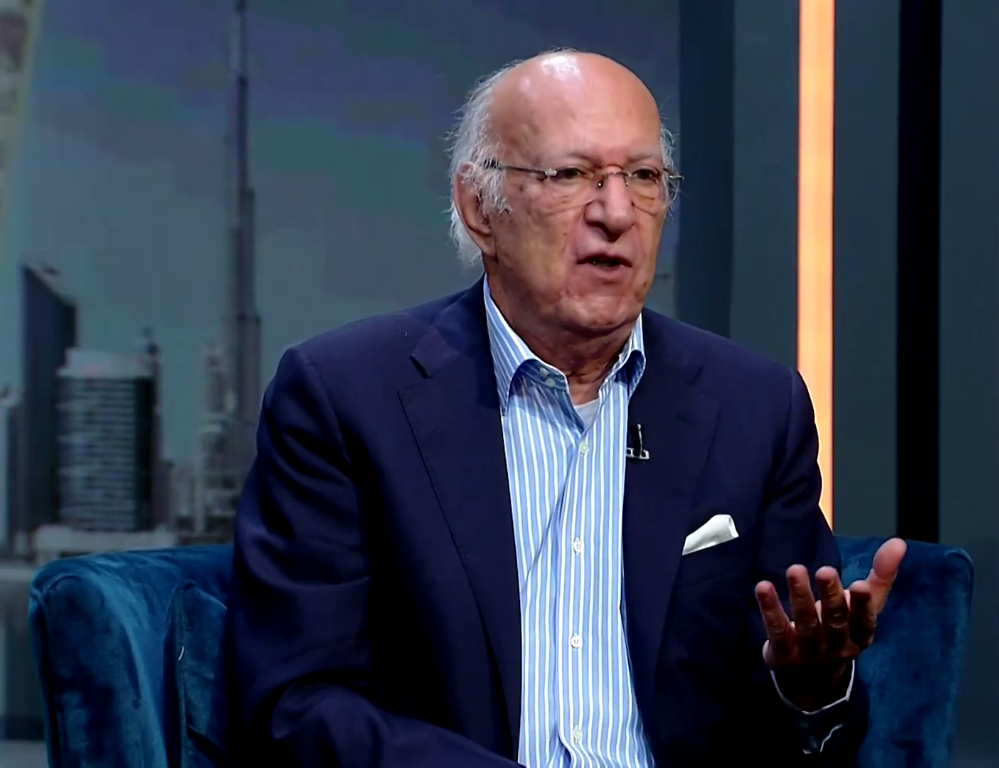
Omar Khairat, dans une interview télévisée sur la première chaîne, Égypte (2022)

Omar Khairat (en arabe : عمر خيرت ; né le 11 novembre 1948) est un compositeur, pianiste égyptien, fondateur et chef d'orchestre de Omar Khairat's Group.

## Biographie
Né au Caire, il a été élevé dans une famille de musiciens et a été influencé par son oncle Abu Bakr Khairat, un grand compositeur et architecte égyptien qui a créé le Conservatoire du Caire et a enrichi la musique arabe avec des morceaux symphoniques. Influencé par cet héritage, Omar Khairat découvre de nouvelles dimensions musicales dans la musique égyptienne et arabe.[réf. nécessaire]
Il rejoint le Conservatoire du Caire en 1959, où il a étudié le piano avec le Maestro italien Vincenzo Carro, il a aussi suivi des cours de théorie musicale et de composition par correspondance avec le Trinity College en Angleterre. Omar Khairat construit son identité musicale en tant que compositeur professionnel indépendant, et se distingue par un style et une vision musicale caractérisée par sa profondeur et sa richesse.[réf. nécessaire] Sa première œuvre dans la musique de film est La Nuit de l'arrestation de Fatma en 1983. D’après les experts en musique et les critiques[Lesquels ?], la musique de Omar Khairat établit un rapprochement entre la musique arabe contemporaine et la musique occidentale, reflétant une véritable maturité.[réf. nécessaire]
La maîtrise de Khairat de la musique arabe et sa sensibilité artistique lui permettent d'attirer un large public couvrant la région arabe[non neutre]. Il s'est régulièrement produit à l'Opéra du Caire et dans diverses cérémonies égyptiennes et arabes au cours des quinze dernières années.[réf. nécessaire]

## Œuvres
Khairat a composé de nombreuses œuvres telles que La Diseuse de bonne aventure, La Magie des parfums (1989) et les Arabes Rhapsody (1992). Il a également composé de la musique pour des événements internationaux comme la Fête nationale de l'Oman 1993, la Cérémonie d'inauguration de la Bibliotheca Alexandrina en 1996, le Festival international de Carthage, en Tunisie, l'opéra El-Cheikh Zaid aux Émirats arabes unis 2000, etc.[réf. nécessaire]
Son répertoire de cinéma, comprend plus d'une cinquantaine d'ouvrages : Le Sixième Jour (1984), Am Ahmed Case, L'Exécution d'un homme mort, Une femme divorcée, Le Serviteur, Elhanna Voisins, Les Terroristes (1993), L'Enfer sous l'eau, Prendre soin de votre esprit, Les Petits-enfants de Conflit, Sokoot Hansawar, L'Autruche et le Paon (2001), La Mafia (2002), Fille de l'amour (2003), L'Ambassade dans le bâtiment (2005), Le Cerf de sang (2006) et Mafish Gheir Autre (2006). 

## Compositions

### Séries télévisées
- Le Groupe (El Gamaa)
- Ghawayesh
- L'Avare et moi (El Bakheel wa Ana)
- S'évader de prison
- Fox (Al-taalab)
- Face de la lune
- Cet homme (Hatha-Al Ragol)
- La Deuxième Réunion (Al Leqaa Al Thany)
- Le Printemps dans la tempête
- L'Amour et la Violence
- Sel de l'eau (Mal7 el 2ard)
- La Fille de Affendina
- Les maisons ont des secrets (Lel Beyoot Asrar)
- Le Prédicateur (El Daeya)
- Oncle Saber
- Question de principes (Masalet Mabdaa)
- La Conscience de Miss Hickmat (Dameer Abla Hickmat)
- AbdelQader, l'étranger
- L'Agent 1001
- Rencontre avec le destin
- Le Jugement de l'Islam (El des casas fel l'Islam)
- Nagui Atallah's team

### Films
- Welad El Am (Cousins)
- L'Île (El Gezeera)
- Zahaimar
- Taimour et Shafeeaa
- Assal Eswed (Mélasse)
- Mafia
- L'Exécution d'un mort (eadam mayet)
- Le 6e Jour
- Du cerf de sang
- Ne perdez pas votre esprit (Khaly Balak Hommes aalak)
- S'échapper de l'hôpital psychiatrique
- L'Interdit du Temps
- Les Femmes de l'amour (7ob el banat)
- La Prise d'otages (Al Raheena)
- L'amour meurt (El hob Aydan Yamoot)
- La Nuit de Fatima Arrestation (Lelt Abd el Aala Fatma)
- Place dans le cœur (Makan fel Qalb)
- Recherche pour Diana
- Silence, nous sommes en train d'... (Sekoot, Aansawar)
- Sommeil dans le miel (El Nom fel Aasal)
- Le Terroriste (El Erhaby)
- Oncle Ahmed (Adeyet Aam Ahmad)
- Pardon loi cruelle (Aafwan Aayoha l kanoon)
- L'Ambassade dans le bâtiment (El sefara fel Aomara)

### Opérettes
- 100 ans de cinéma
- Al-Amarna Hill